# Andreas Albers
Andreas Albers Nielsen (født 23. marts 1990) er en dansk fodboldspiller, der spiller for den tyske 1. Bundesliga klub FC St. Pauli.
Hans foretrukne position er i angrebet, men han kan også spille på kanterne. Han har tidligere spillet i Silkeborg IF, Vejle BK, Viborg FF og Skive IK.

## Klubkarriere
Albers Nielsen indledte sin fodboldkarriere i Skive IK, hvor han opnåede 14 kampe for klubbens 1. divisionsmandskab, inden han i vinteren 2011 blev købt af Vejle Boldklub.. 
Albers første år i Vejle Boldklub blev en læringsperiode. Gennembruddet kom i forårssæsonen 2013, hvor Albers for alvor fik gang i målscoringen. På grund af sin højde og fysik, scorer Albers mange af sine mål på hovedstød.
Fra 2011 til 2013 spillede Andreas for klubben reserve hold, Vejle-Kolding.
I juni 2013 skrev Andreas under på en ny 2-årig kontrakt med Vejle Boldklub.

### Silkeborg IF
Den 22. maj 2015 blev det offentliggjort, at Andreas Albers skiftede til Silkeborg IF fra Vejle Boldklub efter sæsonen 2014-15.

### Viborg FF
Den 21. juni 2017 skrev Albers under på en kontrakt med Viborg FF.

### SSV Jahn Regensburg
Den 3. juli 2019 blev det offentliggjort, at Albers skiftede til den tyske klub SSV Jahn Regensburg, der spillede i 2. Bundesliga, på en fri transfer.